# Felipe Guardiola Sellés
Felipe Guillermo Guardiola Sellés (Valencia, España, 27 de septiembre de 1951) es un abogado y político español. Se licenció en Derecho por la Universidad de Valencia, en la especialidad de Derecho Privado.
A finales de 1974 empezó su ejercicio profesional como abogado. Entre 1979 y 1986 fue diputado en el Congreso por la provincia de Castellón en las listas del PSPV-PSOE. Durante la I Legislatura (1979-1982) fue portavoz de la Comisión de Comercio y Turismo del Congreso de los Diputados. Dimitió de su cargo como diputado español para presentarse a las primeras Elecciones Autonómicas a las Cortes Valencianas, celebradas el 8 de mayo de 1983, encabezando la candidatura del PSPV-PSOE por la provincia de Castellón.
Durante 1980 y 1981 es miembro de la Comisión Redactora del Estatuto de Autonomía de la Comunidad Valenciana, del que es uno de los autores. Desde septiembre de 1981 a mayo de 1983 fue Vicepresidente del Consejo del País Valenciano, así como consejero de interior. Desde 1981 hasta 1995 ha sido Presidente de la Comisión Mixta de Transferencias entre la Administración del Estado y la Generalidad Valenciana. De mayo de 1983 a julio de 1985 fue Vicepresidente del Gobierno de la Generalidad Valenciana y Conseller de Gobernación.
Entre 1984 y 1986 ha sido miembro del Consejo de Europa, representando a España en la Conferencia de Poderes Locales y Regionales de Europa.
Desde 1987 es miembro de la Junta de Gobierno de la Corte de Arbitraje de Valencia, con sede en la Cámara de Comercio, Industria y Navegación de esta Ciudad.
Entre 1987 y 1991 ha sido Presidente y Portavoz del Grupo Parlamentario Socialista en las Cortes Valencianas.
Entre 1991 y 1995 ha sido Senador, en representación de las Cortes Valencianas, siendo Portavoz de la Comisión Constitucional y miembro de la Ponencia para el Estudio de la Reforma de la Constitución Española.
En octubre de 1996 el Gobierno Valenciano le concede la Alta Distinción de la Generalidad Valenciana.